# Patryk Zakrocki
Patryk Zakrocki (* 22. November 1974 in Warschau) ist ein polnischer Improvisationsmusiker (Geige, Bratsche, Gitarre, Elektronik, Perkussion, Komposition).

## Leben und Wirken
Zakrocki begann seine musikalische Ausbildung im Alter von fünf Jahren mit Klavier- und später mit Geigenunterricht an einer Musikschule, von der er nach sechs Jahren verwiesen wurde. Dies bedeutete das Ende seiner klassischen Ausbildung und er begann, aggressiv E-Gitarre zu spielen, was er 1998 aufgab, um mit dem Electronic-Breakbeat-Album Meoma zu debütieren. Während dieser Zeit kehrte er zur Geige zurück, die er in der Band Tupika spielte. Drei Jahre lang nahm er Kompositionsunterricht bei Bogusław Schaeffer.
Zakrocki ist in den Bereichen Kammermusik, elektroakustische Musik und Hörspiel tätig. Mit dem Saxophonisten Pawel Szamburski gründete er das Duo SzaZa; er betreibt die Projekte Polski Piach, Leggerezza und Spontaneous Chamber Music. Er hat mit der Band Mitch&Mitch, dem Streichquartett Nonstop, Plain music und in Improvisationsgruppen gearbeitet. Zudem hat er mit Fred Frith, Kazuhisa Uchihashi und Noël Akchoté gespielt. Weiterhin ist er Mitbegründer des Inner Ear Massage Cabinet/Gabinet Ucha Wewnętrznego mit Jacek Mazurkiewicz und des Sound Cinema/Kino Dźwięku.

## Diskographische Hinweise
- Prace z obrazkiem (Monotype Records 2006)
- Zakrocki, Olak, Wielecki: Spontaneous Chamber Music Vol. 1 (Fundacja Słuchaj 2016)
- Patryk Zakrocki & Marcin Olak with Agustí Fernández: Spontaneous Chamber Music Vol. 2 (Fundacja Słuchaj 2018)[2]
- Gadt / Osborne / Zakrocki / Olak: Spontaneous Chamber Music Vol.3 (Fundacja Słuchaj 2020)
- Olga Mysłowska / Michał Pepol / Patryk Zakrocki: Leggerezza (Audio Cave 2023)